# تابلویی برای عشق
تابلویی برای عشق فیلمی به کارگردانی  و نویسندگی حسینعلی لیالستانی محصول سال ۱۳۷۶ است.

## بازیگران
- جهانگیر الماسی
- فاطمه گودرزی
- فرخ نعمتی
- جمشید لایق
- باقر صحرارودی
- فریده سپاه‌منصور
- رحمان مقدم
- توران قادری